# Whangarei
 Whangarei  és la ciutat més septentrional de Nova Zelanda i la capital de Northland. És una de les poques ciutats neozelandeses que conserva el seu nom maori com a oficial. Forma part del Districte de Whangarei, un organisme local creat el 1989 a partir dels antics ajuntaments de la ciutat de Whangarei, el comtat de Whangarei i l'Ajuntament d'Hikurangi, per administrar tant la ciutat pròpiament dita com el seu interior. Es va estimar que la població de la ciutat era de 54.900 habitants el 2022, un augment dels 47.000 el 2001.

## Història
El Capità James Cook, juntament amb la tripulació de l'Endeavour, van ser els primers europeus en veure la badia de Whangarei. La població va ser un dels principals camps de batalles de les Guerres dels Mosquets, el principal conflicte armat de la història maori.
El primer colon europeu va ser l'escocès William Carruth, que s'hi va assentar el 1839. L'acompanyaria, just sis anys després, Gilbert Mair i la seva família. Les relacions entre els grangers i els maoris van ser bones fins que el febrer de 1842 els colons van ser atacats, com a represàlia per les destrosses que havien patit alguns poblats maoris. L'abril de 1845, durant les Guerres de les Terres de Nova Zelanda, els pocs pobladors europeus que hi vivien van abandonar el poble. Als anys 50 del segle xix, es va començar a repoblar la regió, i el 1855 un petit poblat va començar a créixer. El 1864 ja s'havia establert el nucli de la ciutat actual.
Whangarei era l'àrea més urbanitzada de Northland al segle xix, però va disminuir notablement el seu creixement durant el segle xx. El 1964 va ser declarada oficialment ciutat, aconseguint els 31.000 habitants l'any següent.